# Бери, Присцилла Сьюзен
Присцилла Сьюзен Берри (англ. Priscilla Susan Bury; 12 января 1799, Ливерпуль, Великобритания — 8 марта 1872, Кройдон, Англия) — британский ботаник и иллюстратор.

## Биография
Присцилла Сьюзен Берри родилась 12 января 1799 года в семье богатого купца Фолкнера в Ливерпуле. 4 марта 1830 года вышла замуж за Эдварда Бьюри (1794-1858), известного инженера железнодорожных дорог, производителя локомотивов. Работала вместе с ботаником-любителем Уильямом Роско (1753-1831), опубликовала в соавторстве с ним книгу "A Selection of Hexandrian Plants" в 1831-1834 годах. Автором гравюр был Роберт Хауэлл - гравировщик пластин для Джона Джеймса Одюбона, рисунки были созданы методом акватинта и 350 иллюстраций выполнено от руки. Всего было издано 79 экземпляров, Джон Джеймс Одюбон был одним из тех, кто получил эту книгу. Уилфрид Джаспер Уолтер Блант в своей "The Art of Botanical Illustration" описал эту книгу Присциллы Бери как "одно из самых эффектных иллюстрированных изданий своего периода".
Присцилла Сьюзен Берри была также автором иллюстраций "The Botanist" Бенджамина Маунда (1790-1863).

## Иллюстрации Присциллы Бери

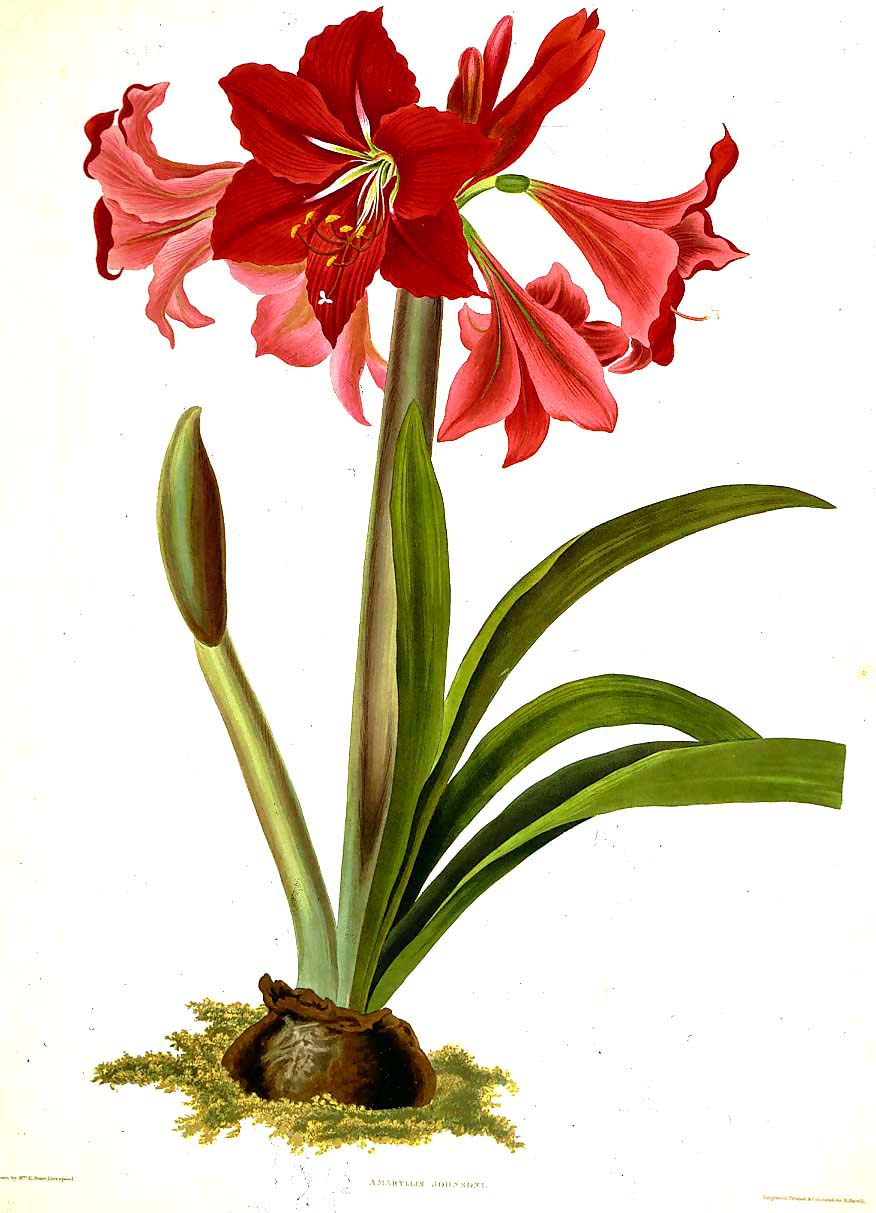
Hippeastrum × johnsonii
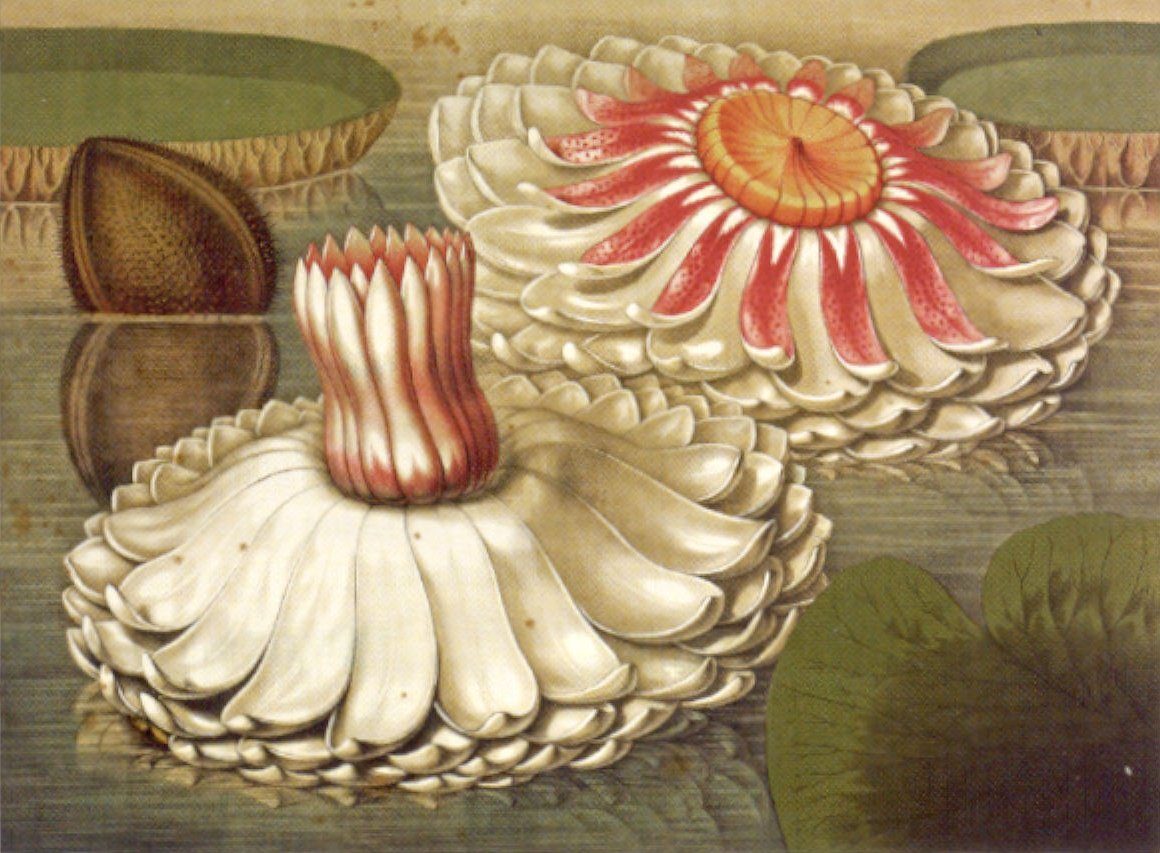
"Lily" в "A Selection of Hexandrian Plants"
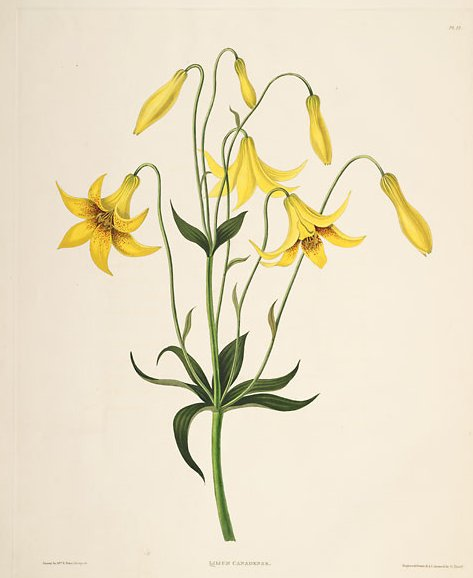
Lilium canadense
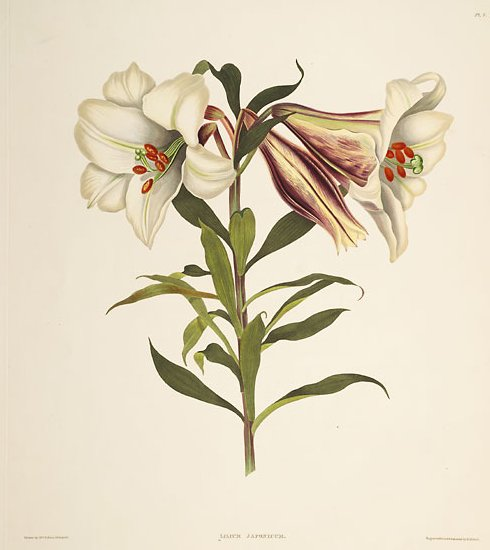
Lilium brownii var. viridulum
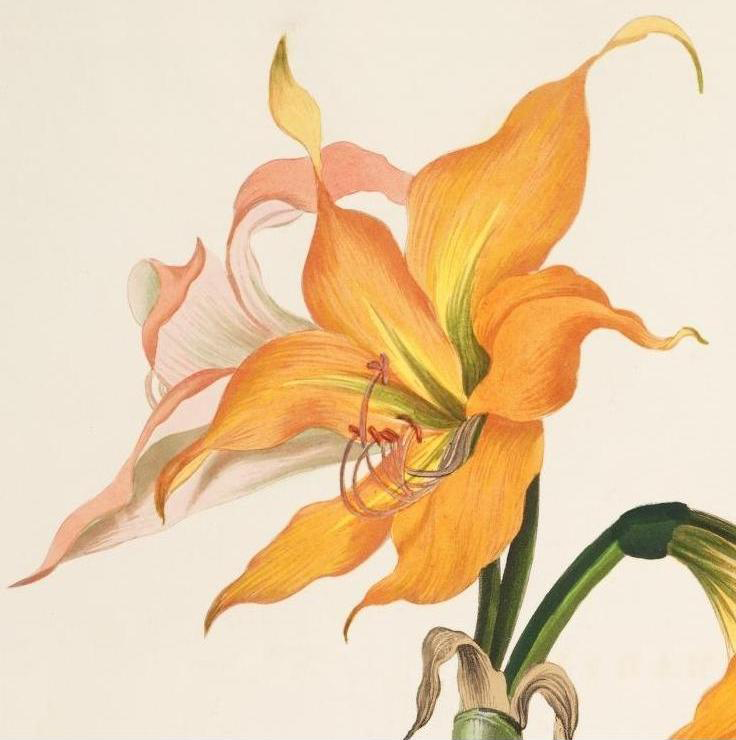
Hippeastrum striatum
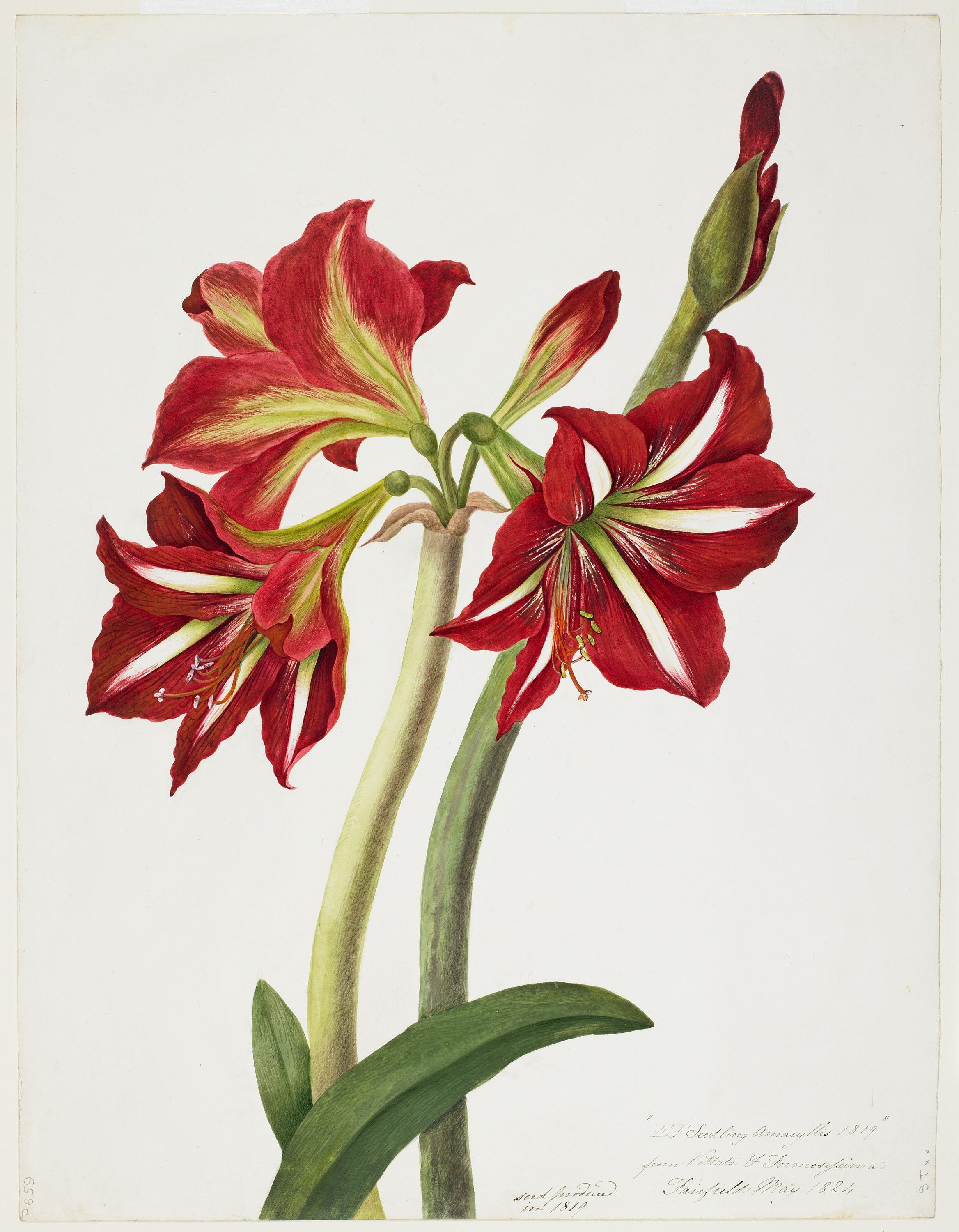
E. F. Seedling Amaryllus, 1819, Minneapolis Institute of Art